# طابع ملغى بالقلم
الطوابع الملغاة في مجال طوابع البريد، هو إلغاء الطابع البريدي عن طريق الكتابة عليهِ بخط القلم، ويحدث إلغاء طابع بريدي أو طابع إيرادات باستخدام قلم أو قلم تحديد أو قلم تلوين.

## الاستعمال

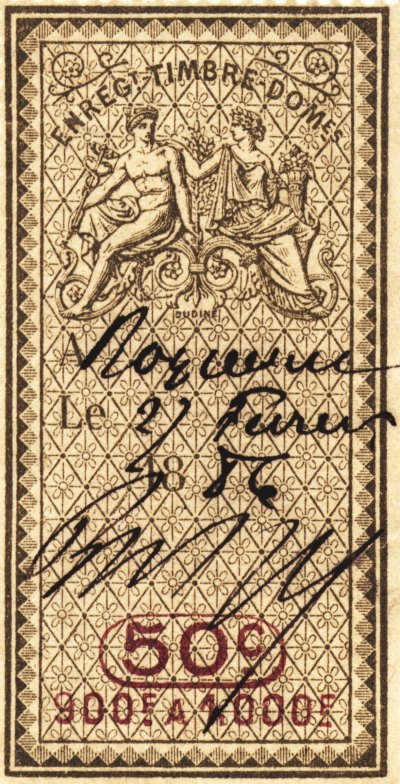
طابع ملغى عام 1886

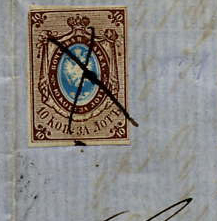
طابع روسي ملغى بحرف X

في بداية الاصدار الأولي للطوابع، كان الإلغاء بالقلم أمراً شائعاً. أما اليوم فغالباً ما يفضل إلغاء الطوابع بختم يدوي محبر أو بإلغاء آلي لأنه أسرع في التطبيق. ولا تزال الطوابع الملغاة بالقلم تظهر في بعض الأحيان حتى اليوم عندما يحتاج مسؤول البريد إلى إلغاء الطوابع التي لم تلغها آلة الإلغاء الآلي.
لا توجد مصطلحات ثابتة لأنواع مختلفة من الإلغاءات القلمية، ولكن يُشار إلى الإلغاء الذي يكون على شكل خطين متقاطعين باسم الإلغاء X وقد تأخذ الإلغاءات القلمية أيضًا شكل تدوينات بأحرف من الشخص الذي أحدث الإلغاء أو المدينة التي أُرسلت فيها المادة أو الأحرف الأولى من اسم مدير البريد المحلي.
قد يشير الإلغاء بالقلم إلى الاستعمال المالي؛ ومع ذلك، في بداية طبع الطوابع كان الإلغاء بالقلم يُستخدم أحيانًا بسبب عدم توفر ختم يدوي، على سبيل المثال في نيكاراغوا حيث استُخدم الإلغاء بالقلم لمدة سبع سنوات بعد ظهور أول طوابعها في عام 1862.

## القيمة السوقية
عادةً ما تكون قيمة الطابع البريدي المستعمل الذي يُلغى بالقلم أقل بكثير من الطابع الذي يُلغى بشكل استعمال ختم يدوي أو آلي. وعلى وجه الخصوص، فإن المعلومات الإضافية من الطابع الملغى بشكل ختم يدوي تضيع وقد يشير الإلغاء بالقلم إلى الاستعمال المالي (الإيرادي) وليس البريدي. ومع ذلك، فإن الإلغاء بالقلم هو طريقة شائعة لإلغاء الطوابع المستخدمة مالياً. عادةً ما تكون قيمة الطوابع التي تحمل علامة صالحة للاستخدام البريدي والإيرادي أقل عند استخدامها مالياً.

## إزالة الإلغاء
لقد حاول بعض الأشخاص إزالة الحبر من الطوابع الملغاة بالقلم من على الطوابع المستعملة لجعلها تبدو طوابع بريد أكثر قيمة.

## معرض الصور

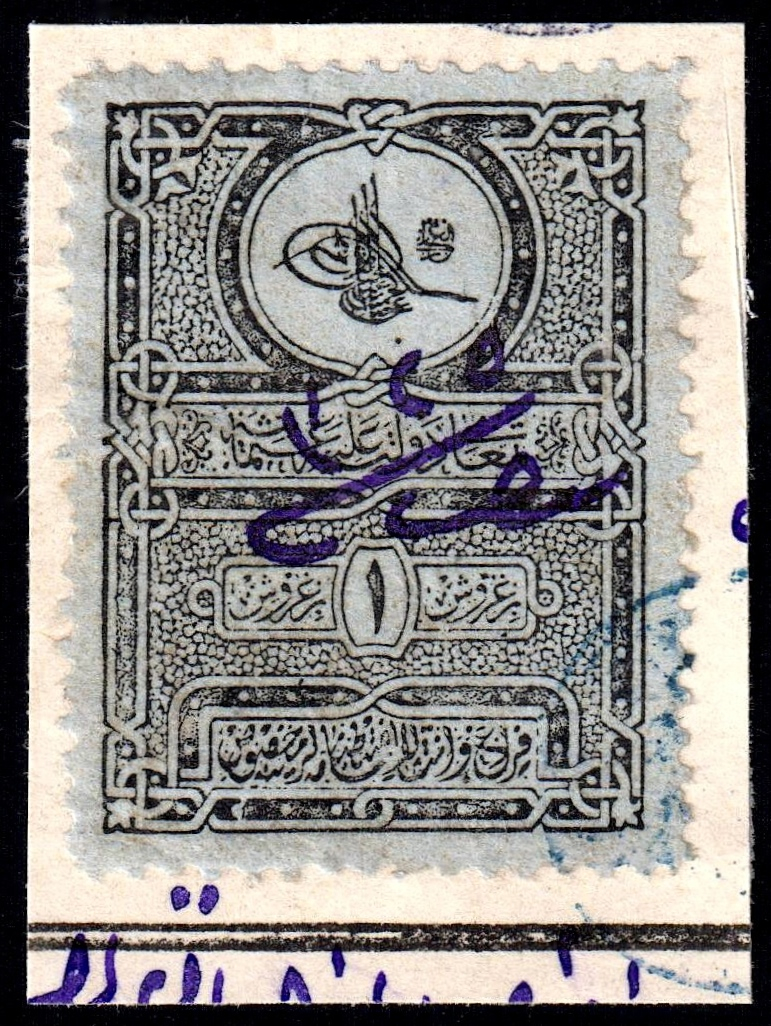
طابع بريد عثماني ملغي عام 1891
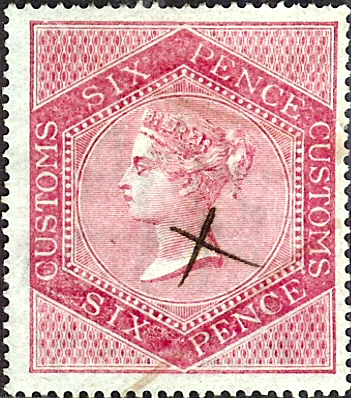
طابع بريد بريطاني ملغى
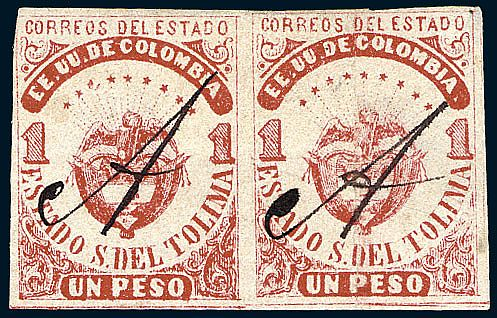
طوابع بريد ملغاة بالكتابة عليها بواسطة القلم سنة 1871
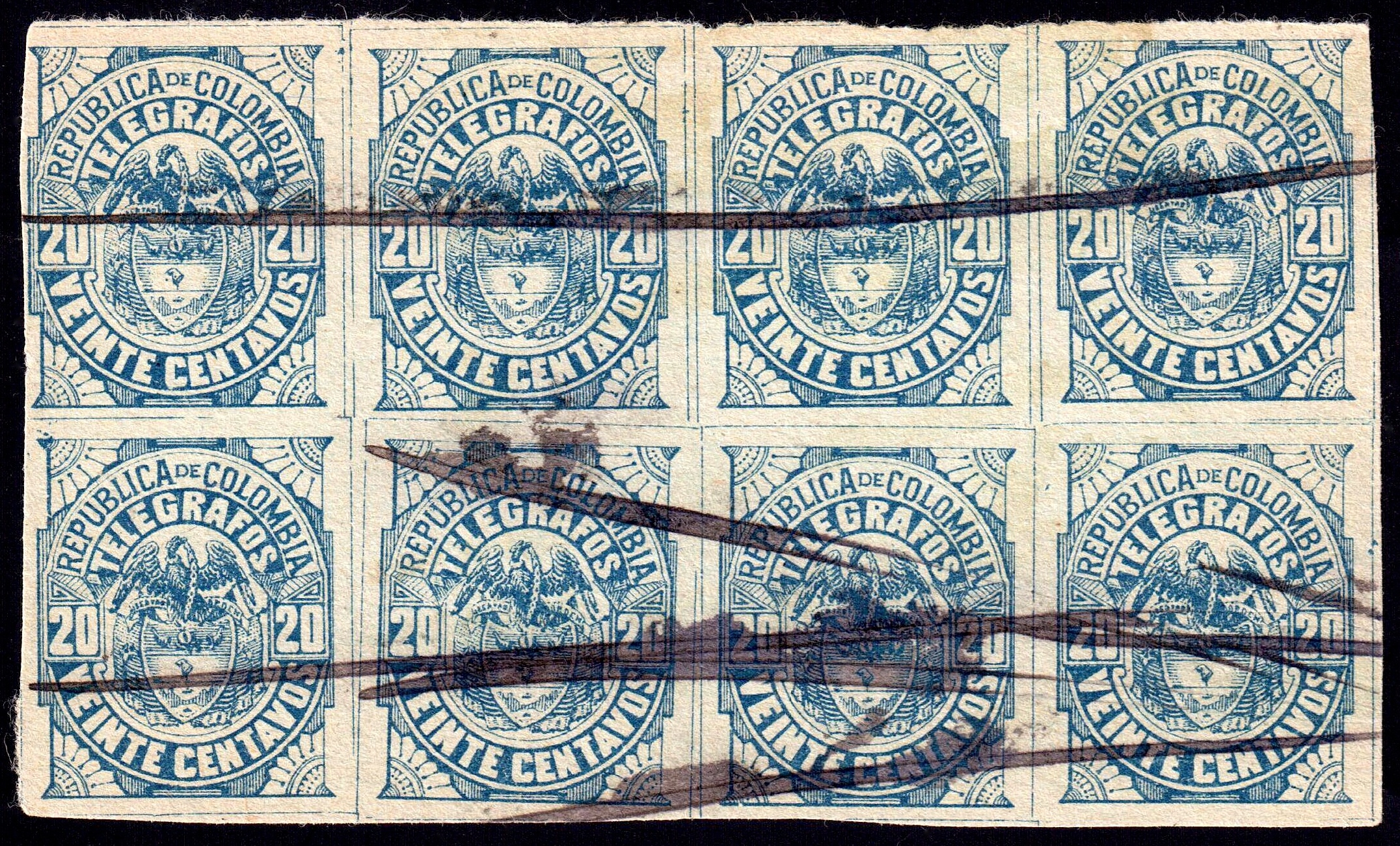
مجموعة طوابع ملغاة بالقلم سنة 1901

## روابط خارجية
- 1847 Issue with Pen Cancel.
- A Pen Cancel used by a postal employee to "kill" the stamps.